# پارک ملی کرواجینگلونگ
پارک ملی کرواجینگلونگ (به انگلیسی: Croajingolong National Park) یک منطقهٔ مسکونی در استرالیا است که در ویکتوریا (استرالیا) واقع شده‌است.